# Toloxatone
La toloxatone (Humoryl) est un antidépresseur et inhibiteur réversible de la monoamine oxydase A (IMAO) commercialisé en France en 1984 par Sanofi Aventis dans le traitement de la dépression. Il été retiré du marché en 2002.